# Atractodes magnus
Atractodes magnus är en stekelart som beskrevs av Jussila 2001. Atractodes magnus ingår i släktet Atractodes och familjen brokparasitsteklar. Inga underarter finns listade.